# Wybory parlamentarne w Hiszpanii w 2008 roku
Wybory parlamentarne w Hiszpanii w 2008 roku odbyły się 9 marca. Zwyciężyła w nich rządząca Hiszpańska Socjalistyczna Partia Robotnicza przed opozycyjną Partią Ludową.

## Okres przedwyborczy
Według ostatnich przedwyborczych sondaży większą szansę zwycięstwa miała dotychczas rządząca PSOE (40,2%) przed opozycyjną Partią Ludową (38,7%). W przeliczeniu na mandaty w Kongresie Deputowanych oznacza to 158–163 miejsca dla socjalistów oraz 153–157 dla konserwatystów.
Kampania wyborcza dobiegła końca 7 marca wieczorem, gdy liderzy dwóch głównych ugrupowań, José Luis Rodríguez Zapatero i Mariano Rajoy zdecydowali się na jej przerwanie w związku z zamachem na Isaiasa Carrasco.

## Przebieg wyborów
Do godziny 14.00 frekwencja wyniosła 37,19%. Liczba uprawnionych do głosowania wynosiła 35,1 mln osób. Sondaże exit polls wskazywały na przewagę rządzącej PSOE.

## Wyniki

### Kongres Deputowanych
|                                                                      | Partia                                      | Głosy      | Procent | Zmiana | Mandaty | Zmiana |
| -------------------------------------------------------------------- | ------------------------------------------- | ---------- | ------- | ------ | ------- | ------ |
|                                                                      | Hiszpańska Socjalistyczna Partia Robotnicza | 11 064 524 | 43,64   | 1,1    | 169     | 5      |
|                                                                      | Partia Ludowa                               | 10 169 173 | 40,11   | 2,4    | 154     | 6      |
|                                                                      | Zjednoczona Lewica                          | 963 040    | 3,80    | 1,2    | 2       | 3      |
|                                                                      | Konwergencja i Jedność                      | 774 317    | 3,05    | 0,2    | 10      | –      |
|                                                                      | Republikańska Lewica Katalonii              | 296 473    | 1,17    | 1,3    | 3       | 5      |
|                                                                      | Nacjonalistyczna Partia Basków              | 303 246    | 1,2     | 0,4    | 6       | 1      |
|                                                                      | Galicyjski Blok Nacjonalistyczny            | 209 042    | 0,82    | –      | 2       | –      |
|                                                                      | Koalicja Kanaryjska                         | 164 255    | 0,65    | 0,3    | 2       | 1      |
|                                                                      | Jedność, Postęp i Demokracja                | 303 535    | 1,20    | –      | 1       | 1      |
|                                                                      | Rada Aragońska                              | 37 995     | 0,15    | 0,2    | 0       | 1      |
|                                                                      | Solidarność Basków                          | 50 121     | 0,2     | 0,1    | 0       | 1      |
|                                                                      | Nawarra Tak                                 | 62 073     | 0,25    | –      | 1       | –      |
|                                                                      | Razem                                       |            | 100%    | –      | 350     | –      |
|                                                                      | Frekwencja                                  | 75,32%     |         |        |         |        |
| Źródło: Hiszpańskie Ministerstwo Spraw Wewnętrznych – wyniki wyborów |                                             |            |         |        |         |        |

### Senat
|                                                                      | Partia                                            | Mandaty | Zmiana |
| -------------------------------------------------------------------- | ------------------------------------------------- | ------- | ------ |
|                                                                      | Partia Ludowa                                     | 101     | 1      |
|                                                                      | Hiszpańska Socjalistyczna Partia Robotnicza       | 89      | 8      |
|                                                                      | Porozumienie Katalonii na Rzecz Rozwoju           | 12      | –      |
|                                                                      | Nacjonalistyczna Partia Basków                    | 2       | 4      |
|                                                                      | Konwergencja i Jedność                            | 4       | –      |
|                                                                      | Koalicja Kanaryjska                               | 0       | 3      |
|                                                                      | Senatorowie wybrani przez zgromadzenia regionalne | 56      | 5      |
|                                                                      | Razem                                             | 265     | 5      |
|                                                                      | Frekwencja                                        | 75,32%  |        |
| Źródło: Hiszpańskie Ministerstwo Spraw Wewnętrznych – wyniki wyborów |                                                   |         |        |

### Wyniki w okręgach wyborczych

Wyniki wyborów w poszczególnych okręgach.

Źródło: Angielska wersja tej strony.